# Landford Manor
Landford Manor  è una casa di campagna nel villaggio e parrocchia civile di Landford nella contea del Wiltshire nel Sud Ovest dell'Inghilterra, Regno Unito. La storia della tenuta inizia attorno al XIII secolo, l'edificio è stato edificato all'inizio del XVII secolo ed è considerato dall'English Heritage un monumento classificato di seconda categoria per il suo particolare interesse storico e architettonico.

## Storia
Nel 1086 Landford viene citata nel Domesday Book e la sua principale tenuta inizia ad essere ricordata a partire dal XIII secolo, quando la famiglia Lye, o de Lye, viene registrata come proprietaria dei suoi terreni. Nel 1328 John de Lye il Vecchio risultò tra i suoi proprietari e nel 1344 John de Lye lo ricevette come feudo da Oliver de Ingham. La tenuta di Landford passò a sua figlia Joan, che, dopo la morte del suo primo marito nel 1349, sposò Sir Miles de Stapleton. La discendenza feudale continuò attraverso la famiglia de Lye, sebbene la tenuta fosse ancora soggetta a sovranità. Nel 1357, confermando un accordo del 1354, Thomas de Lye cedette a Thomas de Biterle, a vita, il feudo di Landford e il diritto di patrocinio della sua chiesa. Nel 1376 l'erede di John de Lye era minorenne e le terre di Landford furono detenute in cambio del servizio di cavaliere dell'erede di Miles de Stapelton. La famiglia de Lye rimase la maggiore proprietaria terriera della parrocchia. Nel 1428 Richard Lye possedeva terre e feudi a Landford che precedentemente erano appartenuti a John Lye. All'inizio del XVI secolo il feudo passò nelle mani della figlia Elizabeth, moglie di John Stanter, e di Anne, moglie di William Becket, ciascuna delle quali ricevette una metà del feudo. Nel 1533 i Beckett detenevano ancora la loro parte del feudo ma nel 1540 risultò appartenere alla famiglia Dauntsey. Nel 1627 Sir John Dauntsey di Lavington cedette questa metà a Giles Eyre di Brickworth a Whiteparish, e passò di mano a quel ramo della famiglia Eyre fino al 1800. I registri del 1630 mostrano che un edificio, chiamato Whitehouse, con altri terreni e proprietà, parte della porzione Eyre del maniero, fu affittato alla famiglia Stockman di Downton. L'altra metà del maniero passò alla famiglia Stanter fino al 1638, quando fu ceduta a fiduciari per conto di John Davenant, allora vescovo di Salisbury, e dei suoi eredi. A questa data, il maniero era di proprietà del conte di Arundel. Questa metà passò con i Davenant a Edward Davenant, che morì senza eredi, lasciando la tenuta pesantemente ipotecata. Le sue tre sorelle, coeredi della tenuta, vendettero la proprietà nel 1717 a John Eyre, secondogenito di Giles Eyre di Brickworth. La tenuta passò al figlio di John Eyre, anch'egli di nome John. La tenuta passò poi al figlio minore di John, John Maurice. Nel 1800 l'altra metà del maniero fu acquistata dai legatari di suo zio, Henry Eyre, che riunì così le due parti della proprietà. John Maurice Eyre lasciò come erede la figlia, Frances Elizabeth, che sposò Thomas Bolton, figlio di Thomas Bolton di Norfolk e di Susannah, sorella di Horatio Nelson. Grazie a questo legame con la famiglia Nelson, il giovane Thomas gli succedette come II conte Nelson, e Frances divenne contessa Nelson. I Nelson mantennero la proprietà sino al 1860. Nel 1919 parte della tenuta di Landford Manor fu messa all'asta da Douglas Eyre, comprese le fattorie di Wickets Green, Stock Lane, Glebe, Langtrees, Nelson e Bridge. La struttura che ci è pervenuta risale al 1600 circa, mentre l'ala sud è posteriore, risalendo al 1680 circa, con altri ampliamenti nel 1885 e nel 1929.

## Descrizione
L'English Heritage ha inserito dal 23 marzo 1960 Landford Manor tra gli edifici storici come monumento classificato di seconda categoria col numero 1300292.

### Esterni
La storica casa di campagna è costruita in mattoni inglesi con conci e rivestimenti in pietra calcarea, il tetto è coperto di tegole e comignoli sono in mattoni. Ha pianta a L e la facciata si alza su 3 piani. Lo zoccolo è a scacchi in selce e pietra calcarea, la porta centrale ha l'architrave modanata con chiave di volta a testa grottesca e cornice su mensole. Ai lati della campata centrale, su tutti i piani, si trovano infissi a 12 pannelli con teste segmentate e chiavi di volta. Le cornici marcapiano sono a livello del pavimento. Le campate centrali del primo e del secondo piano presentano infissi a testa quadrata con chiavi di volta a testa grottesca, con spesse barre per i vetri mantenute solo negli infissi del secondo piano. Il parapetto in mattoni a pannelli presenta un pannello centrale con lo stemma di John Eyre. A destra si trova un'ulteriore campata del 1885 circa, con un camino laterale con sfalsamenti. L'ala destra presenta una campata a due piani inclinata con finestre a montanti e traversi e una bifora in soffitta. Il tetto presenta spigoli a sella con cimasa, gruppi di campate in diagonale con cimasa a gradini. Il retro presenta due timpani sporgenti che rimandano alla casa originale, finestre a montanti e traversi a due, tre e quattro luci, timpani con cimasa e pinnacoli. Il timpano sinistro presenta una meridiana. Tra queste campate si trova una bifora e traversi del XIX secolo. Il primo piano ha una finestra a crociera e la soffitta ha un abbaino a padiglione. A destra si trova un ampio portico del 1914 circa, con veranda su pilastri in legno, porte ad arco Tudor e finestre nello stesso stile. L'ala posteriore a destra, del 1680, circa presenta 4 campate con finestre a crociera al piano terra e al primo piano, una cornice in gesso a volta e tre abbaini a padiglione in copertura con infissi a due luci con vetri piombati. L'ampliamento sud dell'ala del 1929 circa ha finestre a bifora e traverse in un vano a due piani, finestre a tre luci con bifore sui timpani dell'attico. A est dell'ala si trovano servizi del 1929 circa, a un piano con attico, con porte ad arco in stile Tudor e finestre a crociera. Il vano di ingresso sinistro presenta un camino esterno, finestre a sbalzo a destra, un'anta a 12 vetri a sinistra, un giunto dritto tra l'ala anteriore e quella posteriore di inizio XVIII secolo. L'ala presenta finestre a crociera, cornicione a volta e abbaini a padiglione sul tetto. Gli ampliamenti a sinistra di inizio XIX e XX secolo sono in stile simile.

### Interni
L'atrio principale presenta pannellature risalenti all'inizio del XVIII secolo e pilastri compositi. Le scale nella torretta posteriore presentano tre balaustre tornite per gradino e pennacchi intagliati. Le porte hanno 6 pannelli decorati. Il camino in quercia al piano terra è stato restaurato con colonne toscane e risale al 1600 circa. Al primo piano dell'ala principale e all'ala sud vi sono pannellature di fine XVII secolo. Le scale, di fine XVII secolo, hanno balaustre tornite.